# Пинсон
Пинсон (Дункан) (исп. Isla Pinzón, Duncan) — двенадцатый по величине вулканический остров островов Галапагос. Остров назван в честь мореплавателей Мартина Алонсо Пинсона и Висенте Яньеса Пинсона.

## География
Его площадь составляет 18,15 км², самая высокая точка насчитывает 458 м над уровнем моря. Является щитовидным вулканом.
На острове обитают слоновые черепахи, калифорнийские морские львы, галапагосские канюки и другие эндемики.
Пинсон расположен в центральной части островов Галапагос. Поэтому удивительно, что на нём не представлены два основных вида деревьев островов Галапагос.